# 里哈德·泽德尼克
里哈德·泽德尼克（1976年1月6日—），斯洛伐克男子冰球运动员。他曾代表斯洛伐克参加2006年和2010年冬季奥林匹克运动会冰球比赛，分别获得第五名和第四名。